# Stanisław Czapliński (duchowny)
Stanisław Czapliński (ur. 4 listopada 1820 w Leszkowicach, zm. 31 stycznia 1914 w Warszawie) – ksiądz katolicki, wieloletni proboszcz i dziekan parafii św. Wojciecha w Przasnyszu.

## Życiorys
Syn Jana i Małgorzaty z Konopków. Kształcił się w Białej Podlaskiej, a następnie w seminarium duchownym w Pułtusku. Święcenia kapłańskie otrzymał w 1843. Był wikariuszem w parafiach Brok i Krzynowłoga Wielka. Po niespełna trzech latach kapłaństwa został proboszczem w Bogatem, gdzie istniał stary, zabytkowy kościół, wymagający pilnego remontu. 
Gdy w 1861 Kozacy w poszukiwaniu broni przeprowadzili rewizję w kościele w Bogatem i pomieszczeniach plebanii, ks. Czapliński ostro zaprotestował przeciwko takiemu bezprawiu, zyskując w tym pełne poparcie administratora diecezji płockiej, ks. prałata Tomasza Myślińskiego. W 1864 nabył na własność cześć gruntów pobernardyńskich w Przasnyszu, z zamiarem przekazania ich w przyszłości diecezji płockiej. Ziemię notarialnie przekazał Ezechielowi Lasockiemu, właścicielowi dóbr Sierakowo koło Przasnysza, z warunkiem, że ten przekaże ziemię kościołowi parafialnemu w Przasnyszu. Po śmierci Lasockiego dobra przejął jego syn Bronisław, który uważał się za ich prawnego właściciela. 
A tak pisał o pracy ks. Czaplińskiego w Bogatem Bolesław Prus w Kartkach z podróży (1877): „Najtroskliwszym jednak i najhojniejszym opiekunem kościoła był miejscowy proboszcz, kanonik Czapliński, który w ciągu trzydziestoletnich rządów w Bogatem taką sobie jako odnowiciel sławę zjednał, że go aż do silnie zaniedbanej przasnyskiej fary przeniesiono.” 
W 1877 został proboszczem i dziekanem w Przasnyszu. Wkrótce po objęciu nowej parafii, z wielką energią przystąpił do restauracji zabytkowego kościoła farnego. Prace remontowe kontynuowano jeszcze w 1890.
Ks. Czapliński był człowiekiem niezwykle muzykalnym. Zorganizował w parafii znakomity chór, sam grał na kilku instrumentach, komponował. Interesował się również historią Przasnysza. W archiwum klasztoru bernardynów odnalazł starą kronikę zakonną i upowszechnił zawartą w niej legendę o powstaniu miasta. Napisał dwie krótkie monografie Przasnysza (w Obrazie statystycznym powiatu przasnyskiego A. N. Leontiewa z 1889 oraz Kronice Rodzinnej z 1902). Był również autorem pracy O czci Najświętszej Marii Panny w parafii przasnyskiej (1904). 
W 1884 otrzymał godność kanonika honorowego kolegiaty pułtuskiej, a w 1888 został prałatem kapituły płockiej. Przez sześć lat (1892-1898) był delegatem tejże kapituły w kolegium duchownym w Petersburgu. Z czasów rządów parafią przasnyską ks. Czaplińskiego pochodzi kościół w Rostkowie, miejscu urodzenia św. Stanisława Kostki. Wzniesiono go w latach 1895-1900, a ks. Czapliński dokonał jego poświęcenia. 
W 1908 został uwolniony od obowiązków dziekana (został nim proboszcz Bogatego, ks. Ignacy Dzierżanowski). W 1911 zarządcą parafii przasnyskiej został ks. Józef Piekut. Formalnie proboszczem pozostawał nadal ks. Czapliński, któremu pozostawiono pensję i mieszkanie i który w 1913 obchodził jubileusz 70-lecia kapłaństwa. Przebywając czasowo w Warszawie, zapadł na zdrowiu. Zmarł po kilkutygodniowej chorobie w wieku 93 lat.

## Odznaczenia
- Order św. Stanisława IV klasy (1898)
- Order św. Włodzimierza III klasy (1901)